# Václav Vydra (1902)

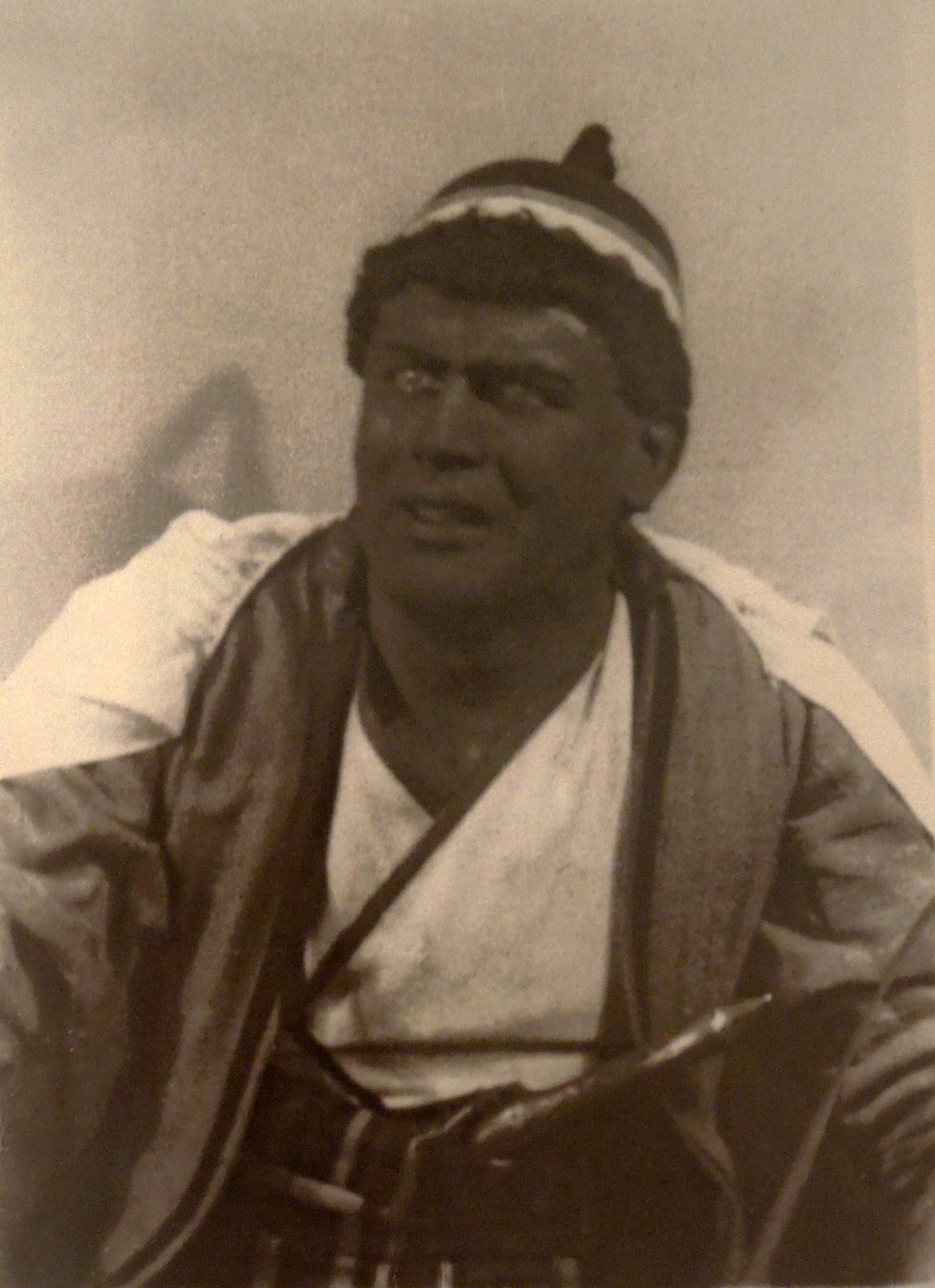
Foto, 1922

Václav Vydra (Roudnice nad Labem, 25 de octubre de 1902-Praga, 19 de mayo de 1979) fue un actor checo.

## Biografía
Václav Vydra era hijo del actor Václav Vydra (1876-1953). Tras la secundaria, abandonó sus estudios empresariales para dedicarse a la actuación.
Actuó en teatros de České Budějovice y Smíchov y fue actor y director teatral en el Teatro Vinohrady de 1921 a 1951, y desde 1952 en el Městská divadla pražská (Teatro Municipal de Praga). De 1949 a 1951 enseñó en la Academia de las Artes Escénicas de Praga. Después de la Segunda Guerra Mundial, fue miembro del Partido Comunista de Checoslovaquia.
Estuvo casado con la actriz Dana Medřická y es padre del también actor Václav Vydra.

## Películas seleccionadas
- 1955: Z mého života
- 1955: Jan Hus
- 1957: Padělek
- 1961: Černá sobota